# Thomas Buchmayer
Thomas Buchmayer (* 14. Februar 1971 in St. Pölten) ist ein ehemaliger österreichischer Tennisspieler.

## Leben
Buchmayer wurde 1989 Tennisprofi. Zunächst spielte er auf der ATP Challenger Tour, wo er das Halbfinale der Doppelkonkurrenz des Turniers von Nairobi erreichte. Im Juli 1989 erhielt er eine Wildcard für das ATP Turnier in Kitzbühel, wo er mit Tomás Carbonell und Alberto Mancini zwei namhafte Spieler ausschalten konnte, bevor er im Achtelfinale Francisco Clavet unterlegen war. Im Oktober 1989 erhielt er eine Wildcard für Wien, wo er nach einem Sieg über Ricki Osterthun erneut das Achtelfinale erreichte, und diesmal gegen Thomas Muster unterlag. Seinen ersten Titelgewinn im Einzel feierte er 1991 beim Challenger-Turnier in Graz. Im Laufe seiner Karriere konnte er zwei Einzel- und zwei Doppeltitel auf der ATP Challenger Tour erringen. Seine höchste Notierung in der Tennis-Weltrangliste erreichte er 1991 mit Position 198 im Einzel sowie 1998 mit Position 133 im Doppel. Er konnte sich weder im Einzel noch im Doppel je für ein Grand-Slam-Turnier qualifizieren.
Buchmayer spielte zwischen 1991 und 1998 zwei Einzel- sowie zwei Doppelpartien für die österreichische Davis-Cup-Mannschaft. Er konnte jedoch nur sein Debüt gewinnen; hierbei gewann er seine Einzelbegegnung gegen Karel Nováček bei der Partie gegen die Tschechoslowakei. Im selben Jahr unterlag er bei der Partie gegen Großbritannien Jeremy Bates. Sein Match gegen Mark Petchey wurde beim Stand von 6:6 im ersten Satz abgebrochen und nicht gewertet, da Österreich bereits als Verlierer feststand. 1990 trat er zudem für Österreich beim World Team Cup an, ohne jedoch eine Partie gewinnen zu können.

## Erfolge
| Legende                       |
| Grand Slam                    |
| Tennis Masters Cup            |
| ATP Masters Series            |
| ATP International Series Gold |
| ATP International Series      |
| ATP Challenger Tour (4)       |

### Einzel

#### Turniersiege
| Nr. | Datum             | Turnier | Belag | Finalgegner       | Ergebnis |
| --- | ----------------- | ------- | ----- | ----------------- | -------- |
| 1.  | 2. September 1991 | Graz    | Sand  | Thierry Guardiola | 6:3, 6:2 |
| 2.  | 27. Juli 1992     | Wien    | Sand  | Reinhard Wawra    | 7:6, 6:1 |

### Doppel

#### Turniersiege
| Nr. | Datum              | Turnier | Belag | Partner             | Finalgegner                  | Ergebnis |
| --- | ------------------ | ------- | ----- | ------------------- | ---------------------------- | -------- |
| 1.  | 22. September 1997 | Skopje  | Sand  | Thomas Strengberger | Nebojša Đorđević Dušan Vemić | 6:4, 7:6 |
| 2.  | 25. Mai 1998       | Kiew    | Sand  | Thomas Strengberger | Jeff Coetzee Jim Thomas      | 6:4, 7:6 |

#### Finalteilnahmen
| Nr. | Datum         | Turnier   | Belag | Partner             | Finalgegner                    | Ergebnis |
| --- | ------------- | --------- | ----- | ------------------- | ------------------------------ | -------- |
| 1.  | 21. Juli 1997 | Kitzbühel | Sand  | Thomas Strengberger | Wayne Arthurs Richard Fromberg | 4:6, 3:6 |